# 돌아온 프랑켄슈타인
《돌아온 프랑켄슈타인》(영어: Frankenstein Unbound)은 미국에서 제작된 1990년 SF 공포 영화이다. 브라이언 올디스의 동명 소설이 원작이다. 로저 코먼이 연출, 각본, 제작을 맡고, 존 허트 등이 출연하였다.

## 출연진
- 존 허트
- 라울 훌리아
- 브리짓 폰다
- 닉 브림블
- 캐서린 래빗
- 제이슨 패트릭
- 마이클 허친스
- 미키 녹스
- 테리 트리스

## 제작

### 촬영
이 영화는 밀라노와 벨라조 인근 등 이탈리아에서 촬영되었다.

## 기타 제작진
- 협력 제작: 제이 캐시디, 로라 J. 머디나
- 총괄 제작: 톰 마운트